# Viktoriapark
Der Viktoriapark ist eine Grünanlage von 12,8 Hektar Fläche auf dem Kreuzberg, der höchsten natürlichen Erhebung der Berliner Innenstadt. Er liegt im Ortsteil Kreuzberg des Bezirks Friedrichshain-Kreuzberg. Der Park wurde zu Ehren Kaiserin Victorias benannt.

## Geschichte
Die Vorgeschichte des Viktoriaparks begann 1821 mit der feierlichen Einweihung des Nationaldenkmals für die Siege in den Befreiungskriegen (1813–1815) gegen Napoleon Bonaparte. Der Entwurf stammt von Karl Friedrich Schinkel (1781–1841). Das Monument ist geformt wie der Turm einer gotischen Kathedrale auf einem abgestuften, achteckigen Sockel. Es steht auf dem höchsten Punkt eines Hügels, der bis zu jener Zeit als Tempelhofer Berg oder Runder Weinberg bezeichnet wurde. Das Kreuz auf der Turmspitze gab nun dem Berg und später dem Verwaltungsbezirk seinen Namen. Schon Schinkel hatte geplant, die damals sandige, weitgehend kahle Umgebung des Denkmals angemessen zu gestalten. Das geschah allerdings erst rund 70 Jahre später. Zwischen 1888 und 1894 entstand ein Park nach Plänen des Stadtgartendirektors Hermann Mächtig. In den Jahren 1913–1916 ließ der Gartendirektor Albert Brodersen die Anlage in westlicher Richtung wesentlich erweitern.
Im Park gab es viele Jahre um die Wende vom 19. zum 20. Jahrhundert eine Milchkuranstalt, deren Betreiber Oekonomierath BGrub regelmäßig in Berliner Tageszeitungen warb.
Im Zweiten Weltkrieg erlitt der Viktoriapark erhebliche Schäden. Nachdem diese endgültig behoben waren, wurde der Park als erste Berliner Grünanlage 1980 vollständig unter Denkmalschutz gestellt.

## Park, Wasserfall, Mahnmal, Skulptur

Wasserfall, im Hintergrund das Nationaldenkmal

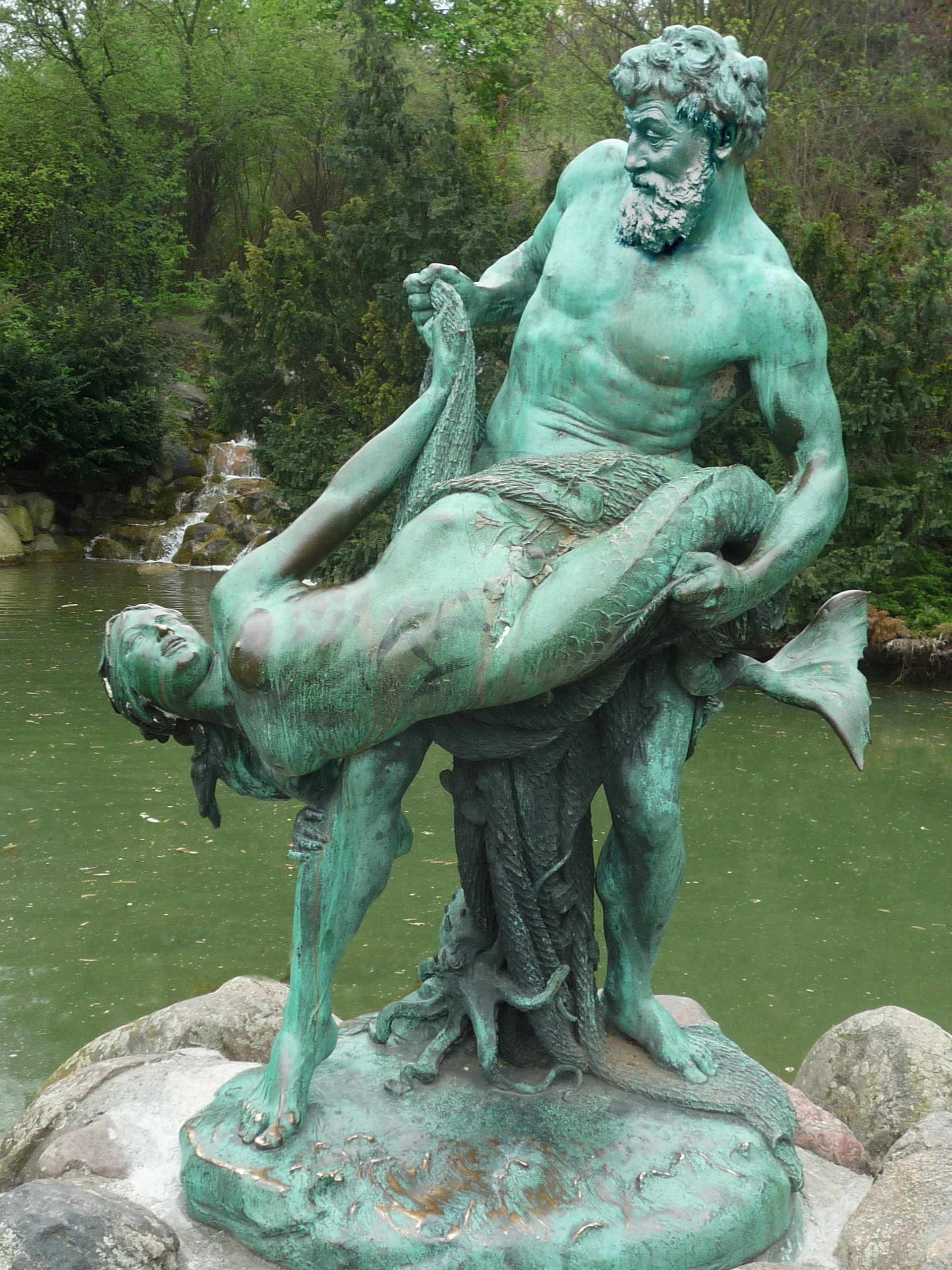
Der seltene Fang, Bronzeskulptur von Ernst Herter

Der Kreuzberg erreicht eine Höhe von 66 Metern über Normalhöhennull. Er markiert an dieser Stelle den Übergang vom Berliner Urstromtal zur südlich davon gelegenen geologischen Hochfläche des Teltow. An seinem Nordhang wurde unterhalb des Denkmals ein Park mit den Merkmalen einer Gebirgslandschaft angelegt. Das Gelände ist steil und erforderte daher ein dichtes Wegenetz. Weitere wesentliche Gestaltungselemente in diesem Teil des Parks sind die felsige Wolfsschlucht mit kleineren Wasserstellen und vor allem der große, künstlich angelegte Wasserfall als Teil einer Sichtachse von der Großbeerenstraße bis zum Denkmal auf der Kuppe des Kreuzbergs. Von dort ist ein weiter Blick über das innere Stadtgebiet möglich. Die spätere Vergrößerung des Parks in westlicher Richtung betraf ein eher sanftes, hügeliges Gelände. Es wurde als Landschaftspark mit weitläufigen Liegewiesen gestaltet. In diesem Bereich befinden sich heute außerdem ein ausgedehnter Kinderspielplatz, ein Tiergehege, ein Sportplatz und am Parkeingang Dudenstraße ein großer Biergarten.
Der Wasserfall ist neben dem Nationaldenkmal die bekannteste Attraktion des Viktoriaparks. 1891 hatte die Stadtverordnetenversammlung den Bau genehmigt. Danach entstand eine naturähnliche Anlage aus Granit und Kalkstein mit seitlichem Baumbestand. Um den Wasserfall zu betreiben, muss das Wasser auf den Kreuzberg hinaufgepumpt werden. Der Höhenunterschied beträgt 24 Meter und es werden 13.000 Liter pro Minute bewegt. Am 14. Oktober 1893 wurde die Anlage in einem feierlichen Rahmen erstmals öffentlich erprobt.
Am Fuß des Wasserfalls wurde ein unregelmäßig begrenzter Teich angelegt, an dessen Ufer seit 1896 die Bronzeskulptur Der seltene Fang von Ernst Herter steht; ihr Motiv: eine Nixe hat sich im Netz eines Fischers verfangen. Als Vorbilder für die Gestaltung des Kreuzberg-Wasserfalls werden verschiedene ähnliche Landschaftsstrukturen im Riesengebirge vermutet, das seinerzeit ein beliebtes Reiseziel wohlhabender Berliner war. Die Website der Berliner Stadtverwaltung nennt in diesem Zusammenhang den Zackelfall (Wodospad Kamieńczyka) im polnischen Teil des Riesengebirges, ein zweifelsfrei dokumentiertes Vorbild gibt es allerdings nicht.
Im Mai 2005 wurde im Viktoriapark das Mahnmal Wir haben Gesichter aufgestellt, das aller Frauen gedenken soll, die Opfer einer Vergewaltigung wurden. Am Ort des Mahnmals wurde 2002 eine Frau von zwei Männern überfallen und vergewaltigt. Die Statue ist Teil der Aktion „Wir haben Gesichter“.
Südwestlich des Parks liegt das Willy-Kressmann-Stadion (bis 2010: Katzbachstadion), ein Fußballstadion mit Leichtathletikanlage.